# Matthias Dunstmair
Matthias Dunstmair (* 22. Februar 1853 in Schabing bei Engelsberg; † 22. März 1933 in München) war ein deutscher römisch-katholischer Geistlicher. Er war Generalvikar der Erzdiözese München-Freising von 1928 bis 1931.

## Leben
Am 29. Juni 1877 erfolgte seine Priesterweihe, danach war er Koadjutor in Velden, 1880 Pfarrvikar in Moosen und Kooperator in Höslwang, 1881 in Traunstein. 1883 war er dort Prediger. Ab 1890 war er Pfarrer in Buchbach, 1897 in St. Veit bei Neumarkt. Er wirkte dann als Stadtpfarrer, Distriktsschulinspektor und Geistlicher Rat in Traunstein von 1902 bis 1911. Er war ab 1910 Domkapitular und im Domkapitel als Schulreferent tätig. Seit 1924 war er Vorsitzender des Diözesan-Steuerverbandes. Unter Kardinal Faulhaber war er ab dem 1. Januar 1928 Generalvikar der Erzdiözese München-Freising. Seine Ernennung zum Generalvikar brachte mit der von ihm betriebenen Einführung einer Erzbischöflichen Finanzkammer einen maßgeblichen Modernisierungsimpuls für die Ordinariatsverwaltung.  Nach einem Schlaganfall musste er das Amt zum 30. Juni 1931 aufgeben. Am 31. März 1928 wurde er auch zum Dompropst, also zum Leiter des Münchener Domkapitels ernannt. Er starb am 22. März 1933 in München. Sein Nachfolger als Dompropst war Johann Baptist Schauer.

## Weitere Ehrungen
Am 13. April 1909 wurde Dunstmair zum Ehrenbürger von Traunstein ernannt. Er war auch Päpstlicher Hausprälat und Vorstand der Diözesan-Emeriten-Anstalt.